# Inga Vētra
Inga Vētra (* 14. Februar 1981 in Kuldīga) ist eine ehemalige lettische Volleyball- und Beachvolleyballspielerin. Sie ist Schweizer Pokalsiegerin und zweifache Schweizer Meisterin sowie lettische Volleyballmeisterin und Finalistin im Top Teams Cup.

## Karriere

### Karriere Halle
Im April 1995 erreichte die damals Vierzehnjährige mit der U18-Nationalmannschaft Lettlands den fünften Platz bei der Europameisterschaft dieser Altersklasse. Sieben Jahre später wurde sie mit Speks-R Riga lettische Volleyballmeisterin. In den folgenden drei Spielzeiten ging sie für den Schweizer Verein Volley Köniz ans Netz. 2003 wurde der Club Schweizer Meister und stand im Pokal- sowie im Top Teams Cup-Finale. Ein Jahr später gelang sogar das Double aus Meisterschaft und Pokal. Im letzten Jahr ihres Engagements in der Alpenrepublik wurde Inga Vētra mit ihrem Team noch einmal Zweite in der höchsten Schweizer Volleyballliga. Von 2001 bis 2005 war sie außerdem bei verschiedenen europäischen Wettbewerben für die Nationalmannschaft ihres Heimatlandes aktiv.

### Karriere Beach
Ihre ersten internationalen Turniere absolvierte die aus der Region Kurland stammende Sportlerin 1999 und 2000 mit Inguna Minusa. Die Lettinnen wurden im ersten Jahr ihrer gemeinsamen Karriere Vizeeuropameisterinnen der U20- und eine Saison später Dritte bei der U22-EM. Im gleichen Jahr belegten sie den siebten Rang beim CEV Siófok Challenger. Die beiden spielten 2003 bei den kontinentalen Titelkämpfen der unter Zweiundzwanzigjährigen noch einmal zusammen. Das Achtelfinale war für sie Endstation. Erst vier Jahre später nahm Vētra wieder an Wettbewerben im Sand teil. Mit ihrer neuen Partnerin Sallija Arhipova erreichte sie die Runde der besten sechzehn Teams beim Challenger in Eboli und gewann die Bronzemedaille bei den lettischen Meisterschaften. 2018 startete Inga Vētra noch ein weiteres Mal bei einem Beachvolleyballturnier. Mit Inga Ikauniece stand sie im Finale bei einer nationalen Veranstaltung in ihrem Heimatland.